# Sergei Redkin
Sergei Redkin (russisch: Сергей Редькин, * 27. Oktober 1991 in Krasnojarsk) ist ein russischer Pianist.

## Leben und Wirken
Sergei Redkin erhielt im Alter von sechs Jahren Unterricht an der Staatlichen Musik- und Theaterakademie von Krasnojarsk. Ab 2004 studierte er am Sankt Petersburger Konservatorium, zunächst an der Spezial-Musikschule, und von 2009 bis 2015 regulär Klavier bei Alexander Sandler und Komposition bei Alexander Mnazakanjan. Außerdem absolvierte er Studien an der International Piano Academy Lake Como unter anderem bei Dmitri Baschkirow, Peter Frankl und Fou Ts’ong.
Redkin trat weltweit mit verschiedenen Orchestern auf, darunter 2016 in Paris, New York und Mexiko sowie 2017 beim Lucerne Festival, jeweils mit dem Orchester des Mariinski-Theaters unter Valery Gergiev.

## Auszeichnungen
Redkin ist Preisträger zahlreicher internationaler Wettbewerbe. Darunter sind der Paderewsky-Wettbewerb in Polen (2010), der Maj Lind-Klavierwettbewerb in Helsinki (2012) und der Prokofjev-Klavierwettbewerb in Sankt Petersburg (2013). 2015 gewann er den 3. Preis beim Internationalen Tschaikowski-Wettbewerb in Moskau. 2017 wurde er beim Kissinger Klavierolymp mit dem 2. Preis ausgezeichnet. 2021 gewann er den 2. Preis beim Concours Reine Elisabeth in Brüssel.